# Duomo di Terracina
La concattedrale di San Cesareo è il principale luogo di culto cattolico di Terracina, concattedrale della diocesi di Latina-Terracina-Sezze-Priverno.

## Storia
La cattedrale venne edificata tra V e VI secolo utilizzando ciò che restava di un antico tempio romano a cinque navate del foro cittadino; venne dedicata a san Cesario, diacono e martire a Terracina nel II secolo. L'edificio subì diversi interventi e restauri, tra cui quello dell'XI secolo (con la consacrazione al patrono della città san Cesareo del 1074), quello del XIII secolo e soprattutto il restauro settecentesco, che ridusse la chiesa da cinque a tre navate con la costruzione di cappelle laterali e la copertura a botte del soffitto al posto delle capriate romaniche.
Notizie contenute nel Liber Pontificalis riferiscono di una donazione effettuata da papa Leone IV (847-855), probabilmente riferibile alla consacrazione della chiesa. All'inizio dell'XI secolo papa Alessandro II (1061-1073) concesse la diocesi di Terracina con tutte le sue pertinenze all'abate di Montecassino Desiderio (1058-1086), che ne conservò la cattedra fino alla sua elezione a papa nel 1086 con il nome di Vittore III (1086-1087). Alla sua morte, proprio nella cattedrale di San Cesareo si celebrò il conclave del 1088 che elesse papa Urbano II al soglio pontificio (1088-1099). La cattedrale fu ricostruita e dedicata dal vescovo Ambrogio il 24 novembre del 1074 e completata tra il XII e il XIII secolo.
I restauri eseguiti nel 1926, promossi da Pietro Fedele, ministro dell'Educazione Nazionale, interessarono prevalentemente l'esterno della cattedrale: la demolizione delle volte e pilastri del pronao, oltre a quella della fatiscente loggia delle benedizioni, con l'intento di riportare la facciata al suo aspetto medioevale. A seguito del rinvenimento di ulteriori parti murarie dell'antico tempio romano durante i lavori del dopoguerra, iniziarono negli anni Cinquanta e Sessanta indagini sulle murature più antiche dell'edificio, tese ad approfondire la storia e le problematiche del monumento.

## Descrizione

### Esterno

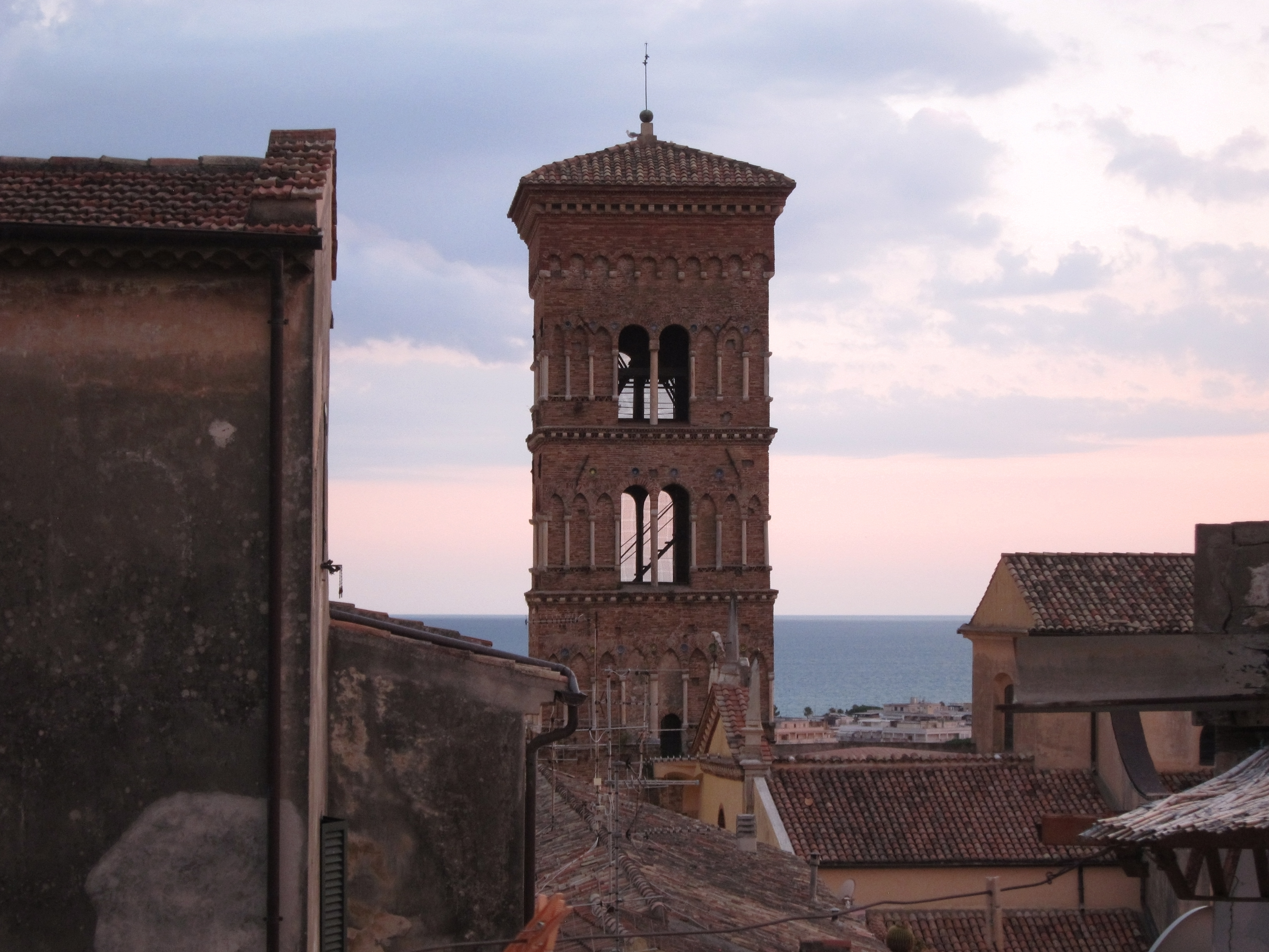
Il campanile del Duomo di Terracina

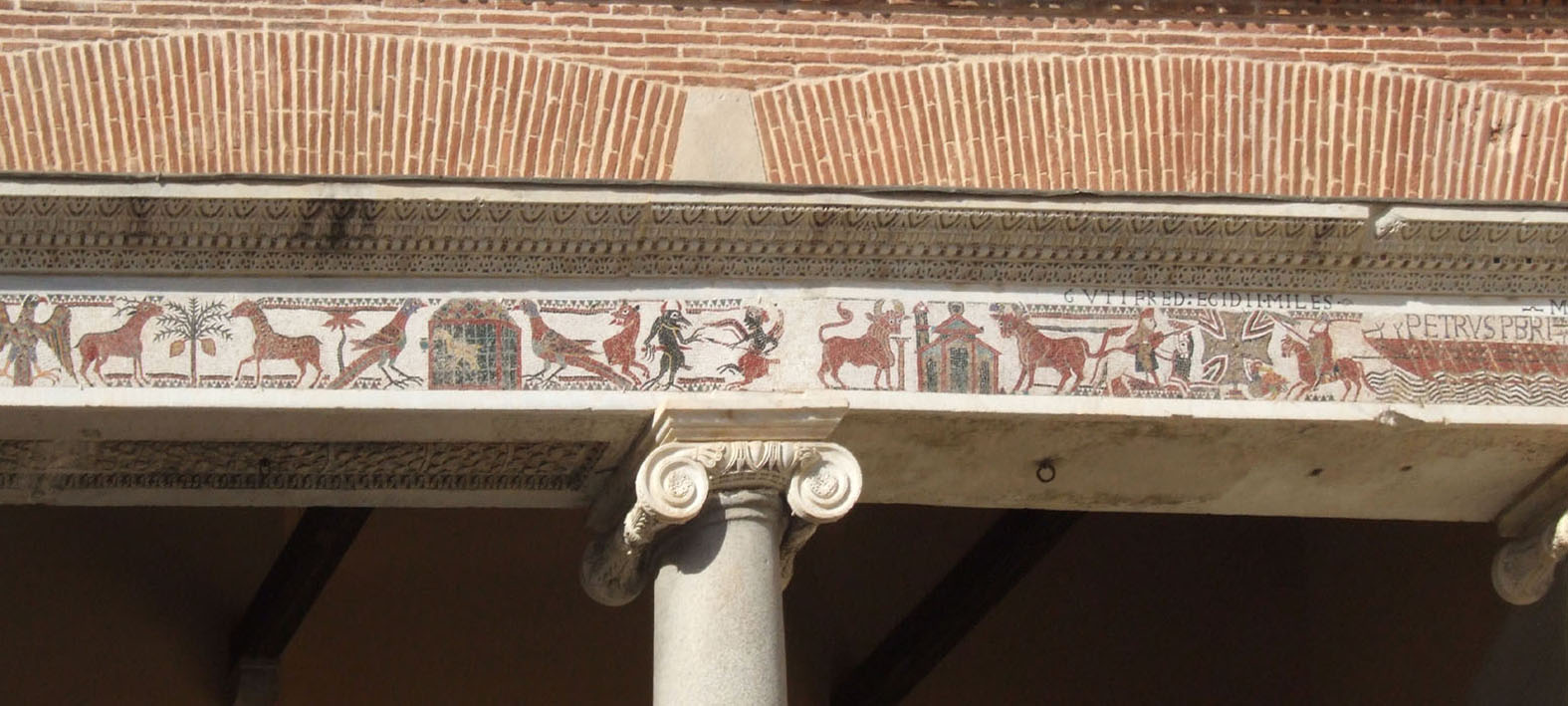
Particolare dell'architrave del portico

Di notevole interesse artistico è il porticato che precede la chiesa, elevato su una gradinata di 30 gradini. Esso è costituito da sei colonne di spoglio, interrotte al centro da un arco trionfale, che sorreggono un'antica trabeazione con decorazioni musive sul suo lato destro. Esse sono costituite da immagini in cui sono raffigurati un mostro alato, un'aquila, palme, cervi, volatili e tori ed altre figure. Sotto il portico è una vasca funeraria di epoca romana e coppie di animali accovacciati ai lati delle colonne. Altri 7 gradini conducono alle due entrate della chiesa, di cui quella principale è decorata con fregi marmorei di età augustea.
Al di sopra dell'estremità sinistra del portico vi è il campanile, risalente al XII secolo e ascrivibile alle stesse maestranze che lavorarono alla costruzione del campanile del duomo di Gaeta. Esso è curiosamente sollevato da terra e sorretto da quattro pilastri: infatti, la funzione statica è affidata a una solida e massiccia struttura a tutto sesto, in pietra lavica e calcare ben leggibile solo dall'interno del campanile, cui si addossa il rivestimento in laterizio. La tessitura degli archi è solo apparentemente gotica: l'ogiva dell'arco è generata dall'incrocio di due archi a tutto sesto impostati su colonnine alterne. Inoltre, le aperture sui lati sud e nord, sia della monofora che delle bifore, presentano archi a tutto sesto, come quelli del terzo piano, nel lato est che dà sulla piazza.

### Interno

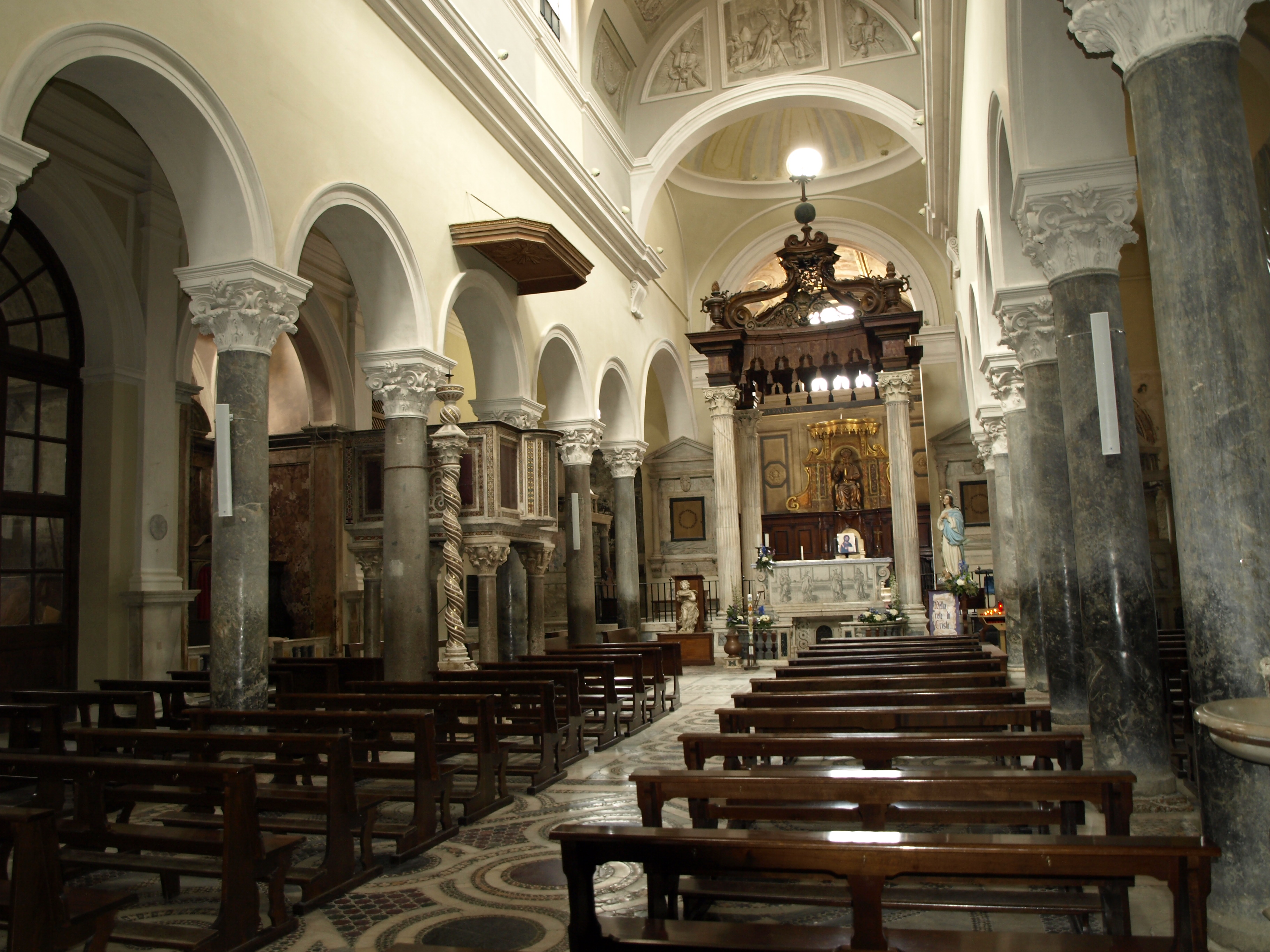
Interno

L'interno della chiesa è a tre navate suddivise da colonne di spoglio, con cappelle laterali. Le due navate laterali terminano con absidi, mentre la navata centrale, anch'essa con abside fino al 1729, termina con il coro quadrangolare, con gli stalli lignei lungo le pareti laterali; al centro della parete di fondo, si trova la cattedra marmorea, caratterizzata da un alto schienale centinato, sormontata da una statua in legno dipinto di San Pietro benedicente (XIX secolo). Coro e presbiterio sono rialzati di circa un metro rispetto al resto della chiesa; al limitare anteriore dell'area presbiterale trovano luogo tre altari, ciascuno sormontato da un ciborio: quelli laterali (gemelli) custodiscono le reliquie dei santi Silvia, Silvano e Rufina (navata sinistra) ed Eleuterio (navata destra) e presentano due cibori di ambito campano del XIII secolo; quello maggiore, il cui ciborio risale al XVIII secolo ed è costituito da quattro colonne marmoree che reggono un baldacchino ligneo, accoglie le reliquie dei santi Cesareo, Giuliano, Felice ed Eusebio.
Di interesse artistico sono:
- la pavimentazione della navata centrale in stile cosmatesco (XII-XIII secolo);
- il pulpito medievale (prima metà del XIII secolo), sorretto da cinque colonne;
- la colonna tortile, utilizzata per sostenere il cero pasquale, anch'essa di epoca medievale; un'iscrizione marmorea riporta autore e data della colonna: «Crudele, 31 ottobre 1245»;
- gli affreschi settecenteschi del presbiterio e del coro, con la raffigurazione di episodi legati all'elezione di papa Urbano II.

L'organo a canne, situato in una nicchia sopraelevata nella navata di sinistra, venne costruito dalla ditta Zenoni nel 1972 e restaurato da Angelo Carbonetti nel 1993; a trasmissione elettrica, dispone di 25 registri su due manuali e pedale.